# Christian Gottlob Neefe

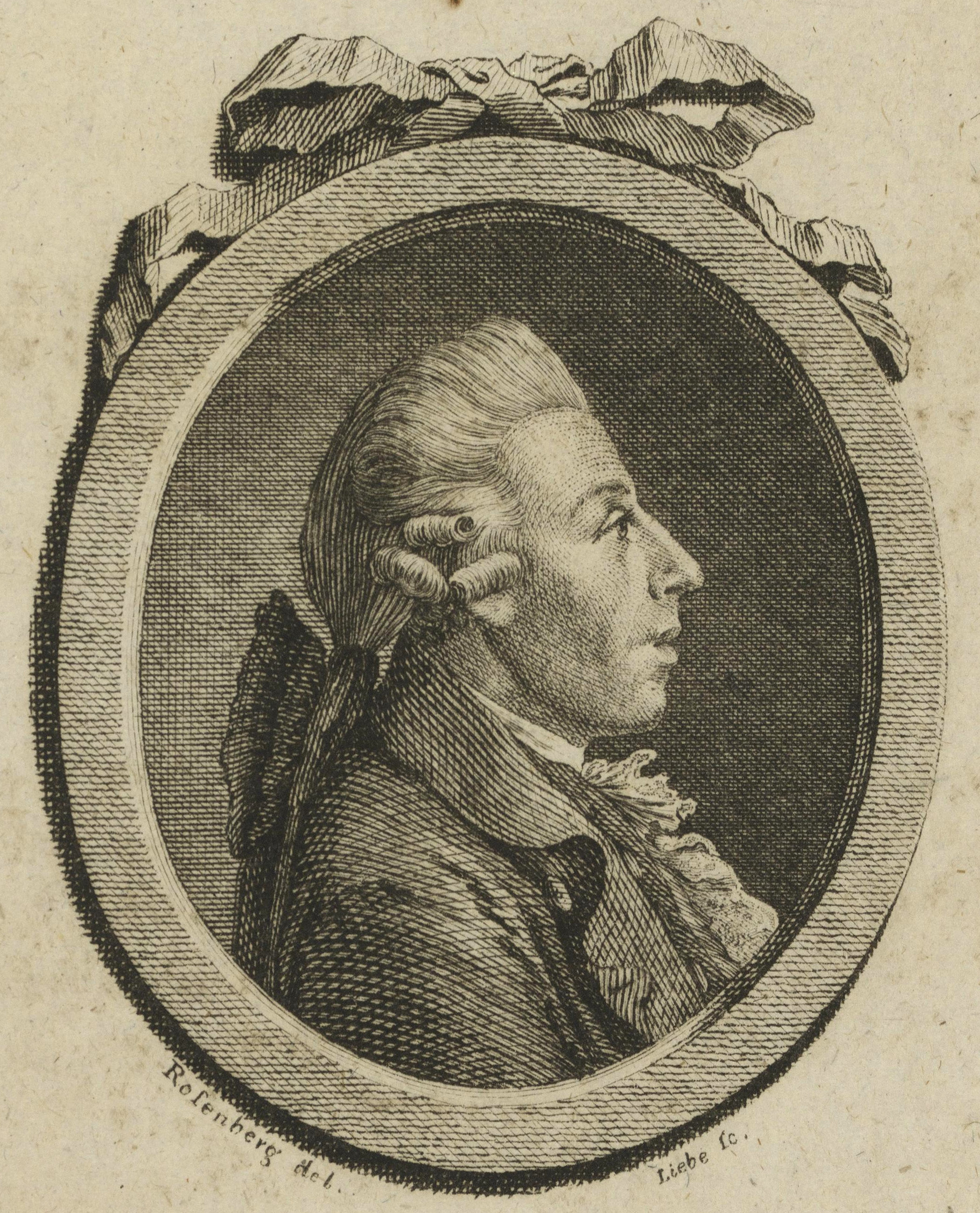
Christian Gottlob Neefe

Christian Gottlob Neefe (Chemnitz, 5 februari 1748 - Dessau, 28 januari 1798) was een Duits componist en dirigent. Hij schreef voornamelijk opera's.

## Levensloop
Neefe kreeg als kind muziekles en begon met componeren toen hij twaalf jaar oud was. Hij studeerde rechten aan de Universiteit in Leipzig, maar keerde daarna terug naar de muziek om lessen te krijgen van componist Johann Adam Hiller. Die hielp hem bij het voltooien van zijn eerste komische opera's. In 1776 kwam Neefe te werken bij het theatergezelschap van Abel Seyler in Dresden, waar hij zijn mentor Hiller opvolgde als artistiek directeur. Later werd hij hoforganist in Bonn en leraar van Ludwig van Beethoven. Hij hielp Beethoven bij het vervaardigen van diens eerste werken. Neefes bekendste werk is een Singspiel met de titel Adelheit von Veltheim (1780).

## Werken

### Opera's en zangspelen
| Titel                                    | Genre               | Delen   | Libretto                                                                           | Première          | Plaats/Theater                        |
| ---------------------------------------- | ------------------- | ------- | ---------------------------------------------------------------------------------- | ----------------- | ------------------------------------- |
| Der Dorfbarbier (met Johann Adam Hiller) | komische operette   | 1 acte  | Christian Felix Weiße, naar Michel-Jean Sedaines Blaise le savetier                | 18 april 1771     | Leipzig, Rannstädter Thore            |
| Die Apotheke                             | komische opera      | 2 actes | Johann Jacob Engel                                                                 | 13 december 1771  | Berlijn, Theater in der Behrenstrasse |
| Amors Guckkasten                         | operette            | 1 acte  | Johann Benjamin Michaelis                                                          | 10 mei 1772       | Leipzig                               |
| Die Einsprüche                           | komische opera      | 1 acte  | Johann Benjamin Michaelis                                                          | eind 1772         | Leipzig, Rannstädter Thore            |
| Zemire und Azor                          | komische opera      | 4 actes | Moritz August von Thümmel, naar Jean-François Marmontel                            | 5 maart 1776      | Leipzig (Koberwein Gezelschap)        |
| Heinrich und Lyda                        | Drama               | 1 acte  | Bernhard Christian d'Arien                                                         | 26 maart 1776     | Berlijn, (Döbbelin Gezelschap)        |
| Sophonisbe                               | muziekdrama         | 1 acte  | August Gottlieb Meissner                                                           | 12 oktober 1776   | Leipzig                               |
| Die Zigeuner                             | Komedie met zang    | 5 actes | H. F. Möller, naar Cervantes                                                       | november 1777     | Frankfurt                             |
| Adelheit von Veltheim                    | Toneelstuk met zang | 4 actes | Gustav Friedrich Wilhelm Großmann                                                  | 23 september 1780 | Frankfurt, Junghof                    |
| Der neue Gutsherr                        |                     | 3 actes | Johann Gottfried Dyck en Johann Friedrich Jünger, naar Marivauxs Le paysan parvenu | nooit uitgevoerd  |                                       |

### Overige werken
- Oden von Klopstock: Serenade voor piano en zangstem (Flensburg, 1776)
- Twaalf pianosonates